# Coupe de la république de Maurice de football
La coupe de la république de Maurice est une compétition de football organisée par la Fédération de Maurice de football depuis 1990.
Cette compétition, qui rassemble uniquement les clubs professionnels, se joue en matchs à élimination directe sur un format similaire aux coupes nationales classiques. Depuis 2004, le vainqueur de cette compétition se qualifie pour le tour préliminaire de la Coupe de la confédération.

## Vainqueurs
- 1990 : Sunrise SC 2-1 Fire Brigade SC
- 1991 : Fire Brigade SC 4-0 Young Tigers
- 1992 : Sunrise SC 4-1 RBBS
- 1993 : Sunrise SC 3-2 Fire Brigade SC
- 1994 : Sunrise SC 1-0 Maurice Espoir
- 1995 : Fire Brigade SC 3-1 Maurice Espoir
- 1996 : Sunrise SC 4-0 Scouts Club
- 1997 : Sunrise SC 0-0 (5 t.a.b à 2) Fire Brigade SC
- 1998 : Sunrise SC 4-3 Fire Brigade SC
- 1999 : Fire Brigade SC 4-0 Faucon Noir
- 2000 : Pas de competition
- 2001 : AS Port-Louis 2000 2-1 Olympique de Moka
- 2002 : US Beau-Bassin/Rose Hill 5-1 AS de Vacoas-Phoenix
- 2003 : Faucon Flacq SC 2-1 US Beau-Bassin/Rose Hill
- 2004 : AS Port-Louis 2000 2-1 US Beau-Bassin/Rose Hill
- 2005 : AS Port-Louis 2000 2-0 US Beau-Bassin/Rose Hill
- 2006 : AS de Vacoas-Phoenix 2-2 (5 t.a.b à 4) PAS Mates[2]
- 2007 : Curepipe Starlight SC 1-0 Savanne SC[3]
- 2008 : Curepipe Starlight SC 2-0 AS Port-Louis 2000[4]
- 2009 : Savanne SC 2-0 Curepipe Starlight SC[5]
- 2010 : Pamplemousses SC 0-0 (6 t.a.b à 5) Petite Rivière Noire SC[6]
- 2011 : Pamplemousses SC 3-1 Petite Rivière Noire SC[7]
- 2011-2012 : Savanne SC 1-1 (11 t.a.b à 10) AS Rivière du Rempart
- 2012-2014 : Pamplemousses SC 1-0 Curepipe Starlight SC
- 2013-2014 : AS Port-Louis 2000 1-0 Curepipe Starlight SC
- 2014-2015 : La Cure Sylvester 1-1 (a.p., 5 t.a.b à 4 ) Pamplemousses SC
- 2015-2016 : Cercle de Joachim 1-0 AS Port-Louis 2000
- 2016-2017 : Pamplemousses SC 4-2 GRSE Wanderers SC
- 2017-2018 : Bolton City Youth Club 2-1 Petite Rivière Noire FC
- 2019 : Pamplemousses SC 1-0 La Cure Sylvester SC
- 2020 : Pamplemousses SC 4-2 Petite Rivière Noire FC
- 2021 : abandonné à cause de la pandémie de Covid-19
- 2022-2023 : Pamplemousses SC 1-0 Entente Boulet Rouge-Riche Mare Rovers